# Universität Französisch-Polynesien
Die Universität von Französisch-Polynesien (französisch Université de la Polynésie française) existiert eigenständig seit 1999 und hat ihren Sitz in Punaauia, einer Gemeinde an der Westküste der Pazifikinsel Tahiti (Französisch-Polynesien).

## Geschichte
Die Universität wurde am 29. Mai 1987 per Dekret als „Französische Universität des Pazifiks“ (Université française du Pacifique) gegründet. Sie war in zwei Standorte aufgeteilt: Nouméa auf Neukaledonien (jetzt Universität Neukaledonien) und Papeete in Tahiti, wo auch der Verwaltungssitz der Hochschule angesiedelt war. Beide Zentren sind seit 1999 autonom (Dekret Nr. 99–445 vom 31. Mai 1999).
Die Universität von Französisch-Polynesien sitzt heute in Outumaoro, Punaauia. Die Zahl der Studierenden wächst stetig, mit einem signifikanten Anstieg über 60 % seit 1999 (3.051 Studenten im Jahr 2012), und der Bandbreite der Studiengänge.

## Präsidenten
- Pierre Verin (1997–1999)
- Sylvie André (2001–2005), Direktor interimsweise zwischen 1999 und 2000
- Louise Peltzer (2005–2011)
- Eric Conte (2011–2017)
- Patrick Capolsini (seit 2017)[1]

## Organisation
Die Universität wird durch den Präsidenten geleitet. Er bestimmt die Politik der Institution mit der Hilfe des Verwaltungsrates. Er ist verantwortlich für den Haushalt der Universität. Er wird für eine Amtszeit von vier Jahren gewählt.
Es gibt vier Vizepräsidenten mit folgenden Ressorts:
1. Verwaltungsrat: Patrick Capolsini, Dozent für Informatik
2. Wissenschaftlicher Rat: Alban Gabillon, Universitätsprofessor Informatik
3. Studentisches Leben: Vincent Wassersucht, Dozent für Wirtschaft
4. Studentenvertreter: Andrew Jean.

Der Verwaltungsrat (Conseil d'Administration) bestimmt die Politik der Universität.

## Der Campus
Der Campus von Outumaoro erstreckt sich über eine Fläche von mehr als 12 Hektar, davon sind mehr als 15.000 m² bebaut:
- Lehrgebäude (Hörsäle, Amphitheater)
- Forschungslabors
- Tagungsräume, Videoräume, Computerräume, Sprachlabor
- eine wissenschaftliche Bibliothek mit ca. 45.000 Büchern, 257 Zeitschriften, Videos und DVDs (über 800 Titel), CD-Roms und einer Online-Dokumentation (Datenbanken, Texte, Zeitschriften)
- 72 Zimmer im Studentenwohnheim
- Mensa und Cafeteria
- Sporthalle
- Kletterwand (einzigartige Einrichtung in Französisch-Polynesien)

## Ausbildung und Forschung

### Lehre
Die Universität bietet eine differenzierte Ausbildung, angepasst an den lokalen Arbeitsmarkt.
Ausbildung in Jura, Wirtschaftswissenschaften, Management
- Zertifikat der Rechtsfähigkeit
- Lizenz für öffentliche Verwaltung
- Abschluss in Rechtswissenschaften
- Diplom-Studiengang in Wirtschaft und Management
- Professional-Lizenz Tourismus, International Hotels Management
- Master Recht der wirtschaftlichen Aktivitäten
- Master Management
- D.I.U. „Ombudsmann“
- Universitätzertifikat „Rechtswissenschaftliche Umweltfragen“
- Universitätzertifikat „Arbeitsrecht von Französisch-Polynesien“
- Vorbereitung der Verwaltungsprüfungen
- Institut für juristische Studien
- Kurse für lokale Beamten: „Die Behörde von Französisch-Polynesien“, „Lokale Finanzen“, „Public Accounting“, „Litigation Kommunalverwaltung“, „Lokale Finanzinstitute Litigation“, „Verträge und Beschaffung“, „Steuerung der wirtschaftlichen und sozialen Tätigkeiten durch die öffentliche Verwaltung“, „Strafrechtliche Verantwortlichkeit von gewählten und städtischen Beamten“, „Interkommunalität“
- Universitätsabschluss „Becoming a Manager eines Teams“
- Universitätsabschluss „Schöpfer und Business-Manager“
- Universitätsabschluss „Assistant Accountant“
- Zertifikat der Universität „Accounting for private und öffentliche Unternehmen“
- Zertifikat der Universität „e-business“
- Training „Human Resource Management“

Kurse in Kunst, Sprachen und Sozialwissenschaften
- Diplomstudiengang im Fach Geschichte und Geographie
- Diplomstudiengang im Fach Angewandte Fremdsprachen, Englisch-Spanisch
- Diplom-Studiengang für Kunst und Literatur
- Diplom in Sprachen, Literatur und fremden Zivilisation - English
- Diplom in Sprachen, Literatur und Landeskunde Zivilisation - polynesischen Sprachen
- Master Sprachen, Kulturen und Gesellschaften in Ozeanien
- Zertifikat der Universität „Business English“
- das Sprechen in Tahiti - Level 1
- das Sprechen in Tahiti - Level 2
- das Sprechen in Tahiti - Level 3
- Vorbereitung auf Spanisch sprechen
- Training „Einführung in die Öko-Verantwortung“

Multidisziplinäre Ausbildung
- Zugang zur Universität, Option A (Geisteswissenschaften)
- Lizenz Oceanic-Umgebungen

Wissenschaft
- Gesundheits-Studien (1. Jahr)
- Diplomstudiengang im Fach Mathematik
- Diplomstudiengang im Fach Informatik
- Diplom-Studiengang in Physik und Chemie
- Lizenz Biologie
- Professional-Lizenz Energie- und Umwelttechnik, spezialisiert auf erneuerbare Energien und Energie-Management (Eröffnung 2013)
- Professional-Lizenz Systeme und Software, spezialisierte Informatik und Kommunikation
- Master of the Universe Wissenschaft, Umwelt, Ökologie, Umwelt-Spezialität PICT (M1 an der UPMC Paris VI im Jahr 2012, M2 mit dem UPF von 2013)
- Abgeschlossenes Studium „Pflege und Suizidprävention“
- Universitätsabschluss „Spa Manager“
- Abgeschlossenes Studium „Health Practitioner Wellness“
- Universitätsabschluss „Ökologischer Landbau“
- Vorbereitung für IT- und Internet-Zertifikat (2i) Level 1

### Internationale Beziehungen
Die Abteilung für internationale Beziehungen dient der Umsetzung der Politik der internationalen Zusammenarbeit der Universität. Unter der Verantwortung des Präsidenten der Universität koordiniert ein Projektleiter die Aktionen der internationalen Politik.

### Forschung
Es gibt fünf Institute:
- Regierung und Entwicklung auf den Inseln (GDI),
- Traditionelle und zeitgenössischen Gesellschaften in Ozeanien (Eastco)
- Geopole Südpazifik (GEPASUD)
- Algebraische Geometrie und Anwendungen der Informationstheorie (GAATI)
- Joint Research Unit „Pacific Island Ecosystems“ (UMR-EIO), in Partnerschaft mit IRD, Ifremer und Institut Louis Malardé

Die Universität beschäftigt 95 Dozenten.